# 鲁文·利马尔多
鲁文·达里奥·利马尔多·加斯孔（西班牙語：Rubén Dario Limardo Gascón，1985年8月3日—），委内瑞拉击剑运动员。他曾获得2012年夏季奥运会击剑比赛男子重剑个人金牌。2015年，他当选为委内瑞拉统一社会主义党全国代表大会代表。